# Eric Stenfeldt
Eric Stenfeldt, född 7 februari 1905 i Västervik, död 31 juli 1967 i Göteborg, var en svensk idrottsman (långdistanslöpare). Han tävlade för Västerviks IF.
Stenfeldt vann SM-guld på 10 000 m år 1925 och 1926.
Eric Stenfeldt är begravd på Antens kyrkogård.